# Paralelo 19 N
O paralelo 19 N é um paralelo que está 19 graus a norte do plano equatorial da Terra.
Começando no Meridiano de Greenwich na direcção leste, o paralelo 19 Norte passa sucessivamente por:
| País, território ou mar | Notas |
| ----------------------- | --- |
| Mali                    | |
| Argélia                 | |
| Mali                    | |
| Níger                   | |
| Chade                   | |
| Sudão                   | |
| Mar Vermelho            | |
| Arábia Saudita          | Toca o ponto mais a norte do Iêmen na fronteira com Omã                                                                      |
| Omã                     | |
| Oceano Índico           | Mar Arábico |
| Índia                   | Maharashtra - passa em Mumbai Andhra Pradesh Maharashtra Chhattisgarh Orissa Andhra Pradesh Orissa Andhra Pradesh            |
| Oceano Índico           | Baía de Bengala |
| Myanmar (Birmânia)      | |
| Tailândia               | |
| Laos                    | |
| Vietname                | Cerca de 5 km |
| Laos                    | Cerca de 2 km |
| Vietname                | |
| Mar da China Meridional | Golfo de Tonquim |
| China                   | Ilha Hainan |
| Mar da China Meridional | Passa entre Dalupiri e a Ilha Fuga, Filipinas                                                                                |
| Filipinas               | Ilhas Babuyan |
| Oceano Pacífico         | Passa a norte da ilha Agrihan, Marianas Setentrionais · Passa a sul da Ilha Wake, Ilhas Menores Distantes dos Estados Unidos |
| Estados Unidos          | Ilha Havai, Havai |
| Oceano Pacífico         | |
| México                  | Roca Partida, Ilhas Revillagigedo                                                                                            |
| Oceano Pacífico         | Passa a norte da Ilha Socorro, Ilhas Revillagigedo, México                                                                   |
| México                  | |
| Golfo do México         | Baía de Campeche |
| México                  | Península do Iucatão |
| Mar das Caraíbas        | Passa a norte da Ilha Gonâve, Haiti                                                                                          |
| Haiti                   | |
| República Dominicana    | |
| Oceano Atlântico        | Passa a norte da ilha Anegada, Ilhas Virgens Britânicas                                                                      |
| Mauritânia              | |
| Mali                    | |